# Marian Marianowitsch Peretjatkowitsch

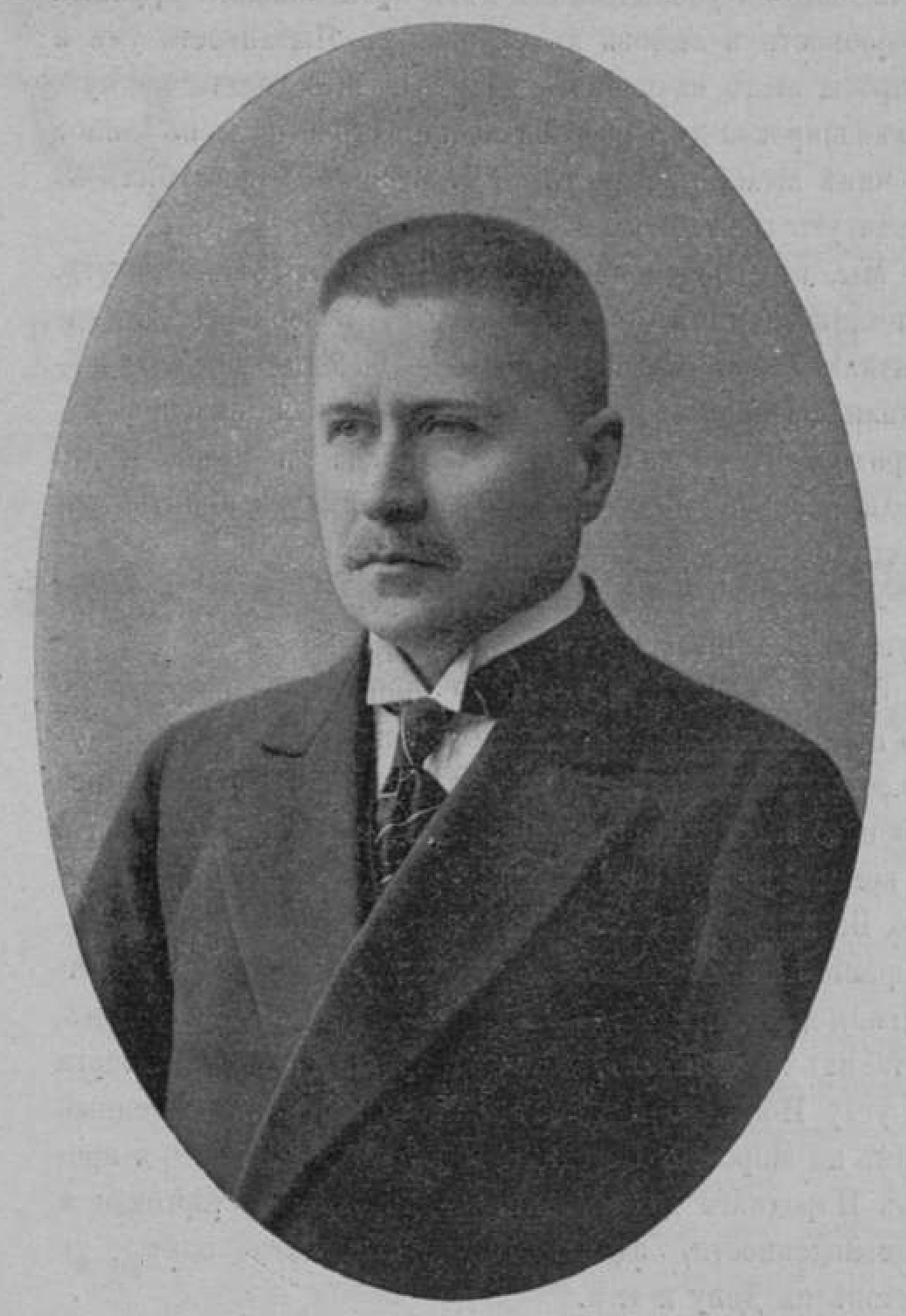
Marian Marianowitsch Peretjatkowitsch (um 1910)

Marian Marianowitsch Peretjatkowitsch (russisch Мариа́н Мариа́нович Перетя́ткович; * 23. Augustjul. / 4. September 1872greg. im Dorf Ussytschi bei Luzk; † 22. Maijul. / 4. Juni 1916greg. in Kiew) war ein russischer Architekt, Stadtplaner und Hochschullehrer.

## Leben
Peretjatkowitsch, Sohn eines Gutsbesitzers, trat nach dem Besuch der Realschule in Riwne 1890 in den Militärdienst, aus dem er 1896 als Leutnant der Kosakenarmee in die Reserve entlassen wurde. Darauf studierte er an der St. Petersburger Staatlichen Architektur- und Bau-Universität mit Abschluss 1901. Er setzte sein Studium an der Russischen Kunstakademie bis 1906 fort. Seine Diplomarbeit fertigte er bei L. N. Benois an. 1907 wurde er mit einem Stipendium der Kunstakademie zum Auslandsstudium nach Italien und Frankreich geschickt. Hier machten sich nach Meinung der Kunsthistorikerin M. W. Naschtschokina bereits Einflüsse der Meister der finnischen Moderne Lars Sonck und Eliel Saarinen bemerkbar.
Nach seiner Rückkehr arbeitete Peretjatkowitsch als Assistent der Architekten G. W. Baranowski, I. I. Rerberg und Pawel Juljewitsch Sjusor. Viele Projekte führte er zusammen mit M. Lalewicz aus. Nach Meinung der Kunsthistorikerin J. A. Borisowa war der Zug zur betonten Monumentalität der Gebäude bestimmend. Er verband den Jugendstil mit mittelalterlichen Motiven und auch mit Merkmalen des Klassizismus, der Neorenaissance und des Russischen Stiles.
Neben seiner umfangreichen Architektentätigkeit wirkte Peretjatkowitsch auch als Hochschullehrer. 1904 bis 1910 war er Dozent an der St. Petersburger Staatlichen Technischen Universität und bei den Höheren Polytechnischen Kursen für Frauen, der späteren Polytechnischen Frauenuniversität, und er hielt Vorlesungen an der Russischen Kunstakademie. 1910 bis 1912 beteiligte er sich an der Ausarbeitung des Projektes der Neugestaltung St. Petersburgs unter der Leitung der Architekten F. J. Jenakijew und L. N. Benois. 1913 wurde er Mitglied der Russischen Kunstakademie.
Peretjatkowitsch war Mitglied der Kaiserlichen St. Petersburger Gesellschaft der Architekten sowie der Gesellschaft der Architekten und Künstler und des Rates des zugehörigen Museums des alten St. Petersburgs. Er arbeitete in der Kommission zur Untersuchung und Beschreibung der Denkmäler des alten St. Petersburg mit und war Mitglied der Redaktion der Zeitschrift Der Architekt.
Peretjatkowitsch starb an einem Infarkt.

## Werke

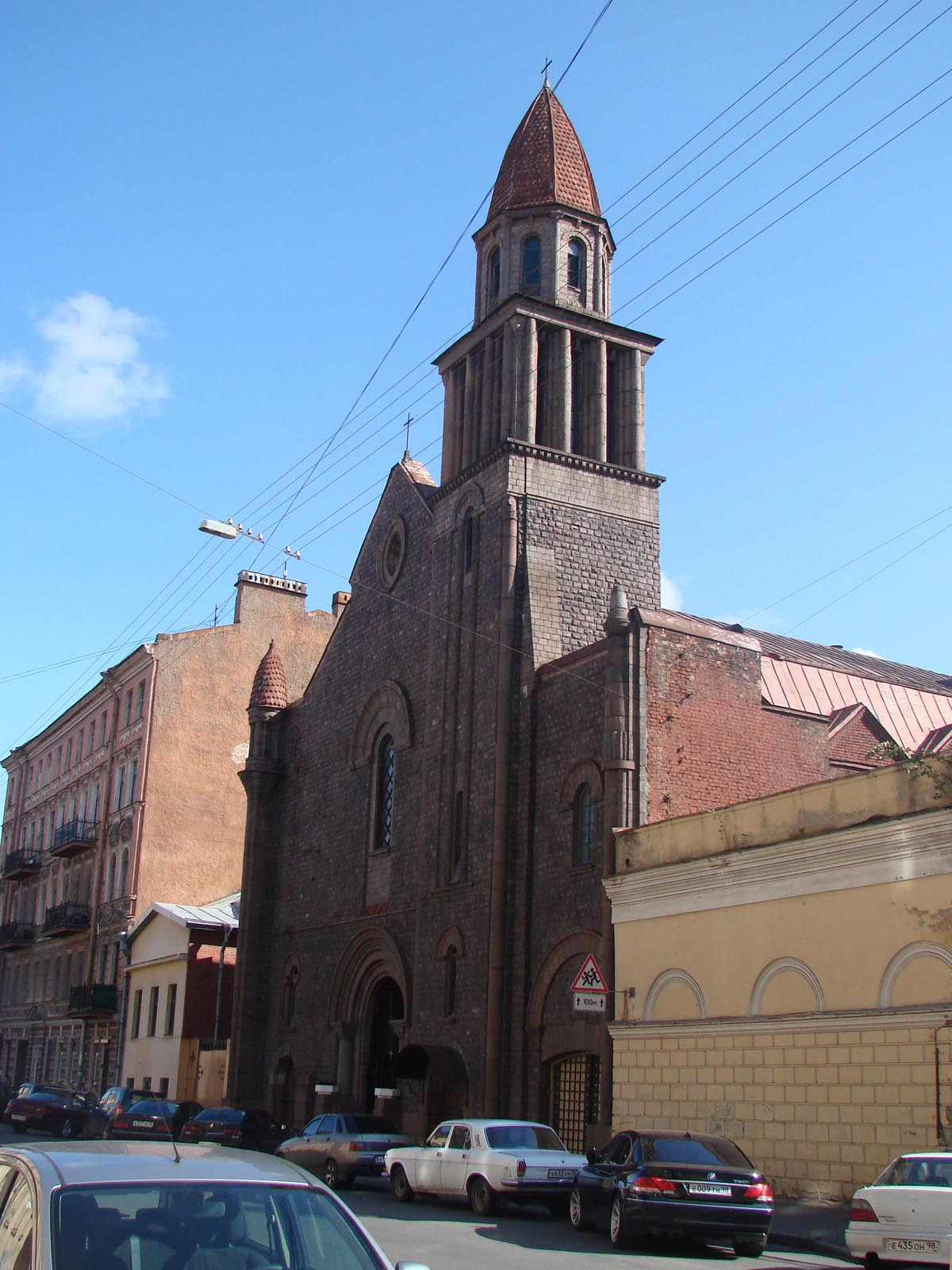
Notre-Dame-de-Lourdes-Kirche in St. Petersburg (1903–1909 zusammen mit L. N. Benois)
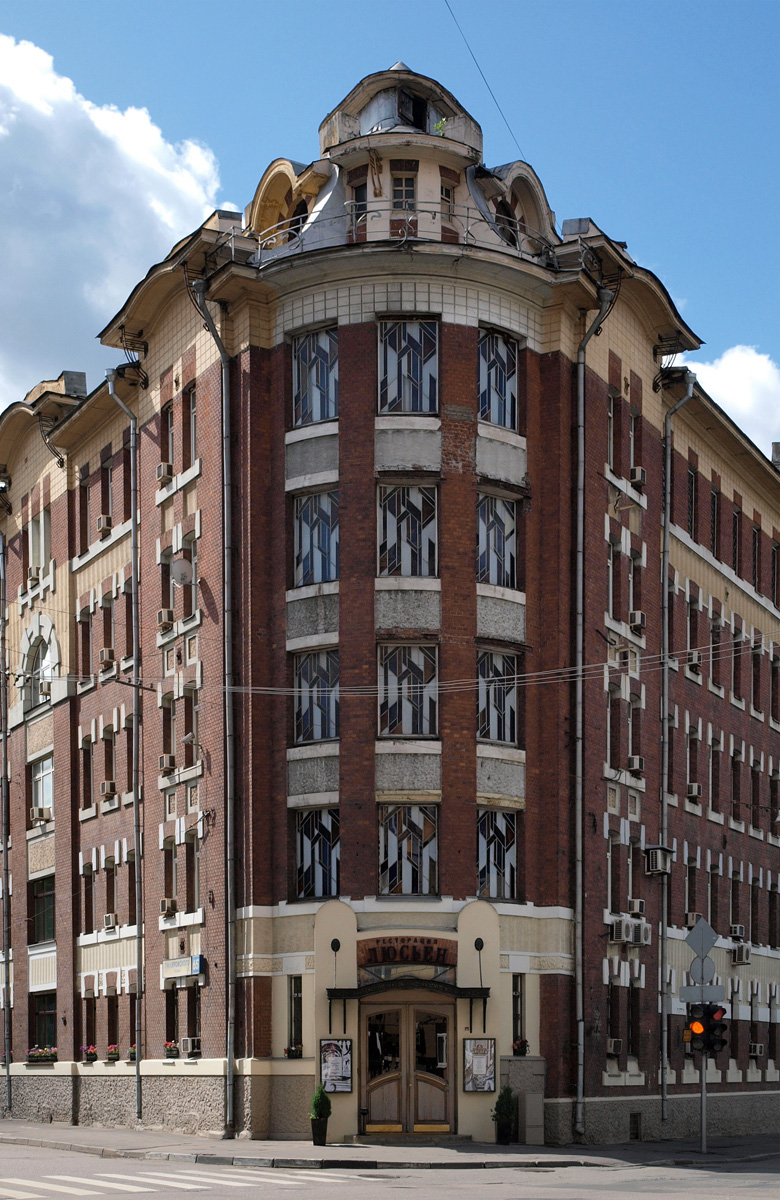
Wohnhaus mit preiswerten Appartements in Moskau (1907–1909 zusammen mit M. Lalewicz)
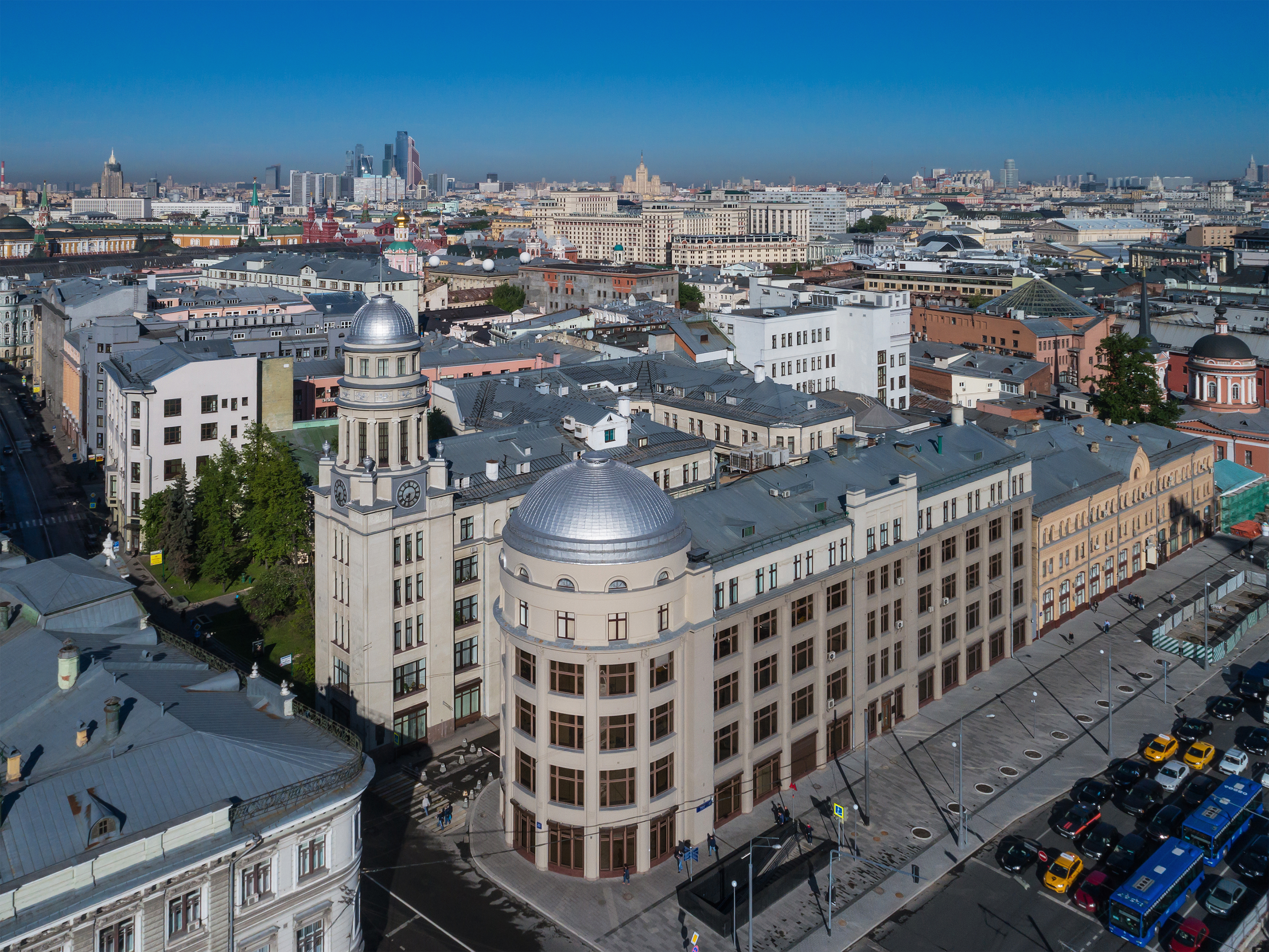
Gebäude der Nordversicherung in Moskau (1909–1911 zusammen mit I. I. Rerberg, I. A. Golosow, W. K. Oltarschewski)
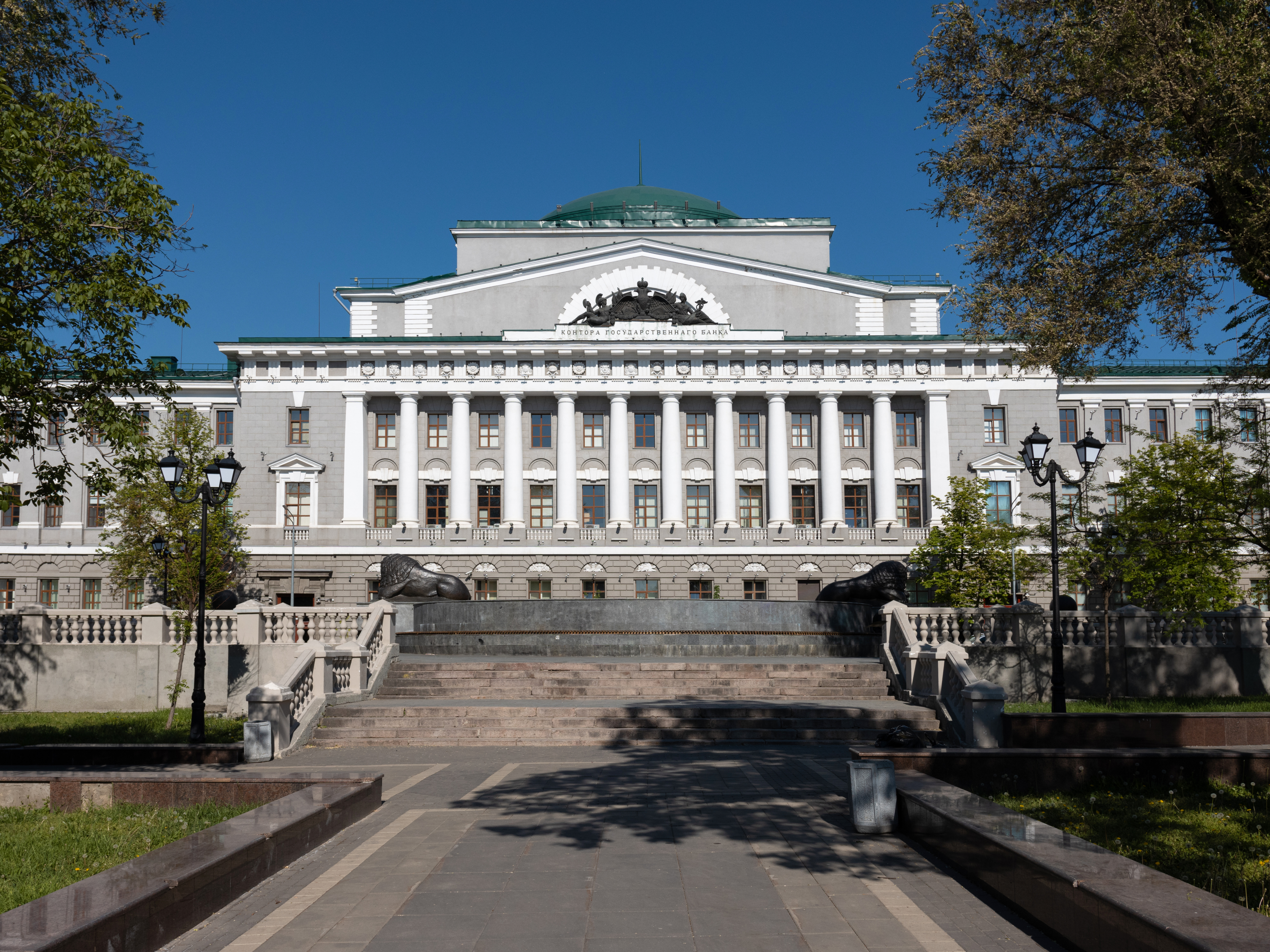
Gebäude der Gosbank in Rostow am Don (1910–1914)